# Алан Аркін
Алан Волф Аркін (англ. Alan Wolf Arkin; 26 березня 1934 — 29 червня 2023) — американський актор, режисер, музикант та співак. Він знявся в близько ста фільмах, серед яких Маленька міс Щастя (2006), за роль у якому він отримав премію Оскар як найкращий актор другого плану та Арго (2012), за роль у якому він отримав другу номінацію на премію Оскар у цій же категорії.

## Біографія
Алан Аркін народився 26 березня 1934 року у Брукліні в сім'ї ортодоксальних євреїв, мати Беатрікс, вчительки та батька Девіда, художника і письменника який здебільшого працював вчителем. Його прабатьки були емігрантами з Одеси, Україна, Росії та Німеччини. У віці 11 років його сім'я переїхала з Брукліну в Лос-Анджелес.
У молодості мріяв про музичну кар'єру, виконував соло в фолк-групі «The Tarriers». На початку 1960-х з успіхом дебютував на Бродвеї, за один з перших же спектаклів був нагороджений премією «Тоні».
У драмі «Дочекайся темряви» (1967) зіграв психопатичного мучителя героїні Одрі Гепберн. За роль лейтенанта Розанова в комедії «Росіяни йдуть, росіяни йдуть» (1966) отримав «Золотий глобус».
У 1972 р. Аркін керував першою постановкою п'єси Ніла Саймона «Коміки», що стала з часом бродвейською класикою. Також опублікував кілька дитячих повістей в жанрі фентезі. Знімався у безлічі фільмів різних жанрів — від культової «Витівки-22» (1970) до макабричної казки «Едвард Руки-ножиці» (1990).
Вперше номінувався на «Оскар» у 1966 році, виграв його з третьої спроби 40 років по тому — за роль небайдужого до порно і героїну діда у фільмі «Маленька міс Щастя» (2006). У 2012 він знову був номінований на цю премію за роль у фільмі «Арго» режисера Бена Аффлека.
Аркін мав троє синів від трьох шлюбів, всі вони також актори. З них найбільш відомий Адам Аркін (серіали «Надія Чикаго» та «Детектив Монк»).
Алан Аркін помер 29 червня 2023 року в себе вдома у місті Карлсбад, штат Каліфорнія, у 89-річному віці.

## Фільмографія

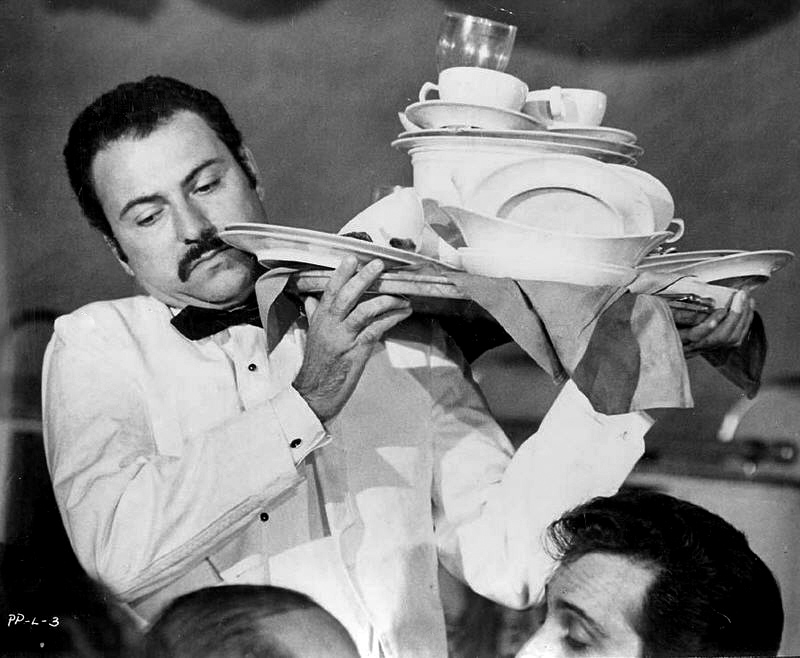
Аркін у фільмі Popi (1969)

[Архівовано 21 червня 2015 у Wayback Machine.] трейлертрейлер]]

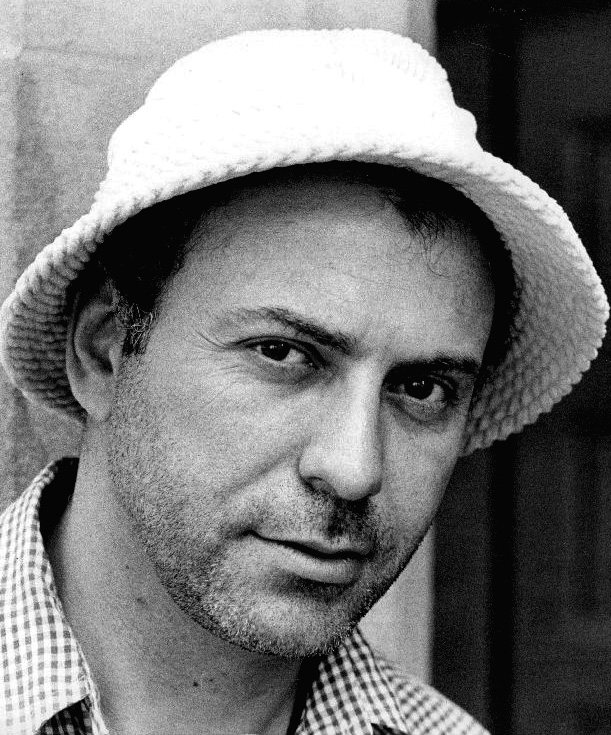
Алан Аркін в 1975

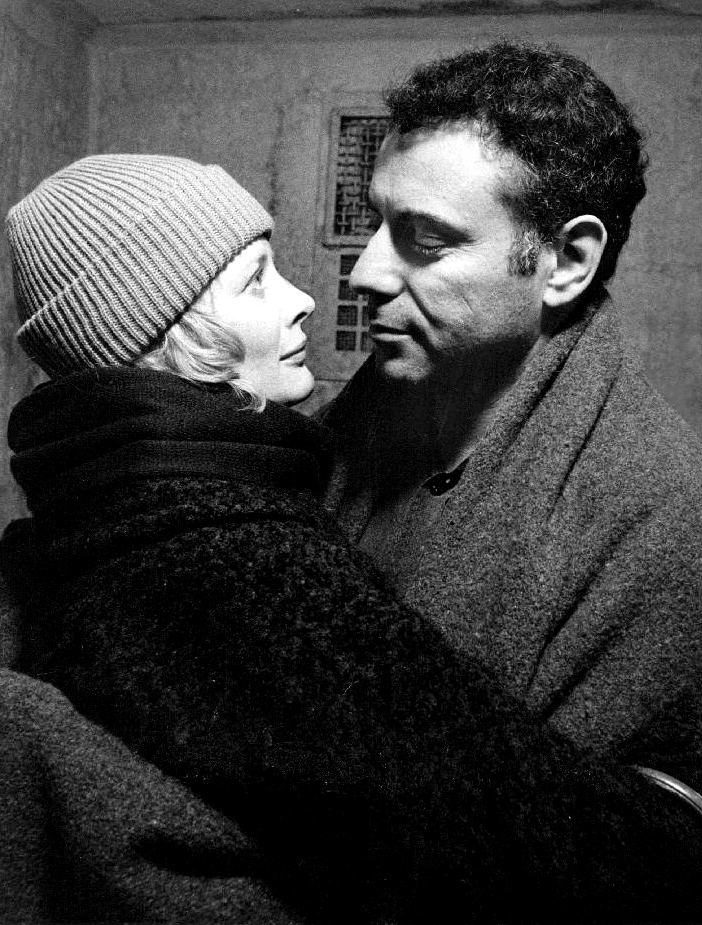
Аркін з Ширлі Найт у телефільмі Defection of Simas Kudirka (1978)

- 1957: Calypso Heat Wave (в титрах не зазначений)
- 1963: That's Me
- 1966: Росіяни йдуть! росіяни йдуть! / The Russians Are Coming, the Russians Are Coming (премія «Золотий глобус», номінація на «Оскар»)
- 1966: The Last Mohican (короткометражка)
- 1967: Woman Times Seven
- 1967: Дочекайся темряви / Wait Until Dark
- 1968: Inspector Clouseau
- 1968: The Heart Is a Lonely Hunter (номінації на «Оскар» та «Золотий глобус»)
- 1969: Popi (номінація на «Золотий глобус»)
- 1969: The Monitors
- 1969: People Soup (сценарист і режисер)
- 1970: Витівки-22 / Catch-22
- 1971: Little Murders (також як режисер)
- 1972: Last of the Red Hot Lovers
- 1972: Deadhead Miles
- 1974: It Couldn't Happen to a Nicer Guy (телефільм)
- 1974: Freebie and the Bean
- 1975: Rafferty and the Gold Dust Twins
- 1975: Hearts of the West
- 1976: The Seven-Per-Cent Solution
- 1977: Fire Sale (також як режисер)
- 1978: The Other Side of Hell (телефільм)
- 1978: The Defection of Simas Kudirka (телефільм)
- 1979: The In-Laws
- 1979: The Magician of Lublin
- 1980: Simon
- 1981: Схід повного місяця
- 1981: Improper Channels
- 1981: Chu Chu and the Philly Flash
- 1982: The Last Unicorn (мультфільм, озвучення)
- 1983: The Return of Captain Invincible
- 1984: A Matter of Principle (телефільм)
- 1984: Terror in the Aisles
- 1985: The Fourth Wise Man (телефільм)
- 1985: Joshua Then and Now
- 1985: Bad Medicine
- 1986: A Deadly Business (телебачення)
- 1986: Big Trouble
- 1987: Escape from Sobibor (номінація на «Золотий глобус»)
- 1988: Necessary Parties (телебачення)
- 1990: Кадилак / Coupe de Ville
- 1990: Едвард Руки-ножиці / Edward Scissorhands
- 1990: Havana
- 1991: Ракетник / The Rocketeer
- 1992: Американці / Glengarry Glen Ross
- 1993: Cooperstown (телефільм)
- 1993: Indian Summer
- 1993: Taking the Heat (телефільм)
- 1993: So I Married an Axe Murderer
- 1993: Samuel Beckett is Coming Soon (короткометражка, також як режисер)
- 1994: Норт / North
- 1994: Doomsday Gun (телефільм)
- 1994: Picture Windows (телефільм)
- 1995: The Jerky Boys: The Movie
- 1995: Один з двох / Steal Big Steal Little
- 1996: Heck's Way Home (телебачення)
- 1996: Мати-ніч / Mother Night
- 1997: Вбивство у Гросс-Пойнті / Grosse Pointe Blank
- 1997: Four Days in September
- 1997: Гаттака / Gattaca
- 1998: Нетрі Беверлі Хіллз / Slums of Beverly Hills
- 1999: Яків брехун / Jakob the Liar
- 1999: Blood Money (телефільм)
- 2000: Arigo (сценарист і режисер)
- 2000: Відчайдушні чарівники / Magicians (Direct-to-video)
- 2001: Varian's War (телефільм)
- 2001: Улюбленці Америки / America's Sweethearts
- 2001: Thirteen Conversations About One Thing
- 2003: The Pentagon Papers (телефільм)
- 2003: And Starring Pancho Villa as Himself (телефільм)
- 2004: The Novice
- 2004: Ноел / Noel (телефільм)
- 2004: Eros
- 2006: Firewall
- 2006: Маленька міс Щастя / Little Miss Sunshine (премії «Оскар» та BAFTA)
- 2006: Санта Клаус 3 / The Santa Clause 3: The Escape Clause
- 2007: Raising Flagg
- 2007: Версія / Rendition
- 2008: Чищення до блиску / Sunshine Cleaning
- 2008: Будь кмітливим / Get Smart
- 2008: Марлі та я / Marley & Me
- 2009: Приватне життя Піппі Лі / The Private Lives of Pippa Lee
- 2010: Сіті Айленд / City Island
- 2011: Thin Ice
- 2011: Хочу як ти / The Change-Up
- 2011: Маппети / The Muppets (камео)
- 2012: Арго / Argo (номінації на «Оскар», BAFTA та «Золотий глобус»)
- 2013: Реальні хлопці
- 2013: The Incredible Burt Wonderstone
- 2017: Красиво піти / Going in Style
- 2018: Метод Комінськи / The Kominsky Method (номінація на «Золотий глобус» та «Еммі»)
- 2019: Дамбо / Dumbo